# Homosexualität in Madagaskar

Geografische Lage von Madagaskar

Homosexualität ist in Madagaskar legal, wird aber gesellschaftlich kaum thematisiert.

## Legalität
Homosexuelle Handlungen sind in Madagaskar legal. Das Schutzalter liegt einheitlich bei 21 Jahren.

## Antidiskriminierungsgesetze
Antidiskriminierungsgesetze zum Schutz der sexuellen Identität bestehen nicht.

## Anerkennung gleichgeschlechtlicher Paare
Gleichgeschlechtliche Paare werden staatlicherseits weder in Form der Eingetragenen Partnerschaft noch der Gleichgeschlechtlichen Ehe anerkannt.